# Демократическая партия нового будущего
«Демократическая партия нового будущего» (кор. 새미래민주당) — политическая партия в Республике Корея, основанная 4 февраля 2024 года бывшим премьер-министром страны и экс-председателем «Демократической партии» Ли Нак Ёном, а также его соратниками под названием «Новое будущее» (кор. 새로운미래).

## История

Логотип партии «Новое будущее» с 19 февраля по 6 сентября 2024 года.

Партия была основана 4 февраля 2024 года. Сопредседателями партии были назначены Ли Нак Ён и Ким Чен Мин.
С самого образования партии ходили слухи о потенциальном союзе с «Партией новых реформ» Ли Джун Сока. Уже 9 февраля было объявлено, что партия «Новое будущее» вместе с «Партией новых реформ» объединятся под брендом последней. Новую партию возглавили Ли Нак Ён и Ли Джун Сок. Однако 19 февраля возник конфликт между Ли Нак Ёном и Ли Джун Соком после того, как Высший совет «Партии новых реформ» назначил Ли Джун Сока руководителем предвыборной кампании. Ли Нак Ён и Ким Чен Мин объявили, что возвращаются к формированию партии «Новое будущее».
11 марта Хон Ён Пё, член Национального собрания от «Демократической партии», вступил в «Новое будущее». Ещё два члена Национального собрания от «Демократической партии» О Ён Хван и Суль Хун присоединились к «Новому будущему» 17 марта, доведя общее количество депутатов от партии в парламенте до пяти.
По результатам парламентских выборов 2024 года партия получила 1 место в Национальном собрании от округа Седжон А. В сентябре этого же года депутат Ким Чен Мин покинул ряды партии, став независимым. Таким образом, партия потеряла единственное место в парламенте.
7 декабря партия сменила своё название с «Новое будущее» (кор. 새로운미래) на «Демократическая партия нового будущего».

## Руководство
| № | Имя                    | Должность                                           | Срок полномочий          |
| - | ---------------------- | --------------------------------------------------- | ------------------------ |
| 1 | Ли Нак Ён, Ким Чен Мин | Сопредседатели                                      | 7 марта — 18 апреля 2024 |
| - | Ли Сок Хён             | Председатель Комитета по чрезвычайному реагированию | 18 апреля — 14 июля 2024 |
| 2 | Чон Бён Хон            | Председатель                                        | с 14 июля 2024           |

## Идеология
В манифесте партии говорится, что она «будет отстаивать центристский реформизм». В нём также говорится, что партия «выступает против рыночного фундаментализма и популизма».

## Электоральные результаты
| Выборы | Получено всего мест | По партийным спискам | По партийным спискам | По партийным спискам | По партийным спискам | По округам | По округам | По округам | По округам | Статус    | Лидер(ы) кампании     |
| Выборы | Получено всего мест | Голосов              | Доля                 | Мест                 | +/-                  | Голосов    | Доля       | Мест       | +/-        | Статус    | Лидер(ы) кампании     |
| ------ | ------------------- | -------------------- | -------------------- | -------------------- | -------------------- | ---------- | ---------- | ---------- | ---------- | --------- | --------------------- |
| 2024   | 1 из 300            | 200 502              | 0,70 %               | 0 из 254             | новая                | 483 827    | 1,71 %     | 1 из 46    | новая      | Оппозиция | Ли Нак Ён Ким Чен Мин |